# WIPO Lex
WIPO Lex est une base de données lancée en 2010, qui offre un accès en ligne public et gratuit aux lois, traités et décisions judiciaires en matière de propriété intellectuelle du monde entier. L'Organisation mondiale de la propriété intellectuelle (OMPI) maintient et développe la base de données.
L'objectif de WIPO Lex est de fournir des informations concernant la protection de la propriété intellectuelle des États membres de l'OMPI conformément à l'article 4.vi) de la Convention instituant l'OMPI, qui stipule que l'OMPI « rassemble et diffuse des informations concernant la protection de la propriété intellectuelle, mener et promouvoir des études dans ce domaine, et publier les résultats de ces études. »
WIPO Lex contient des informations juridiques sur la propriété intellectuelle des membres de l'ONU, ainsi que des membres de l'Organisation mondiale du commerce (OMC) conformément à l'article 2, paragraphe 4, de l'accord entre l'OMPI et l'OMC du 22 décembre 1995 et à l'article 63.2 de l'accord sur les aspects liés au commerce. des droits de propriété intellectuelle. WIPO Lex couvre également les traités internationaux relatifs à la propriété intellectuelle. En particulier, la base de données comprend tous les traités administrés par l'OMPI,.
En 2014, la base de données comprenait des actes juridiques de 196 États et contenait au total 13 000 entrées. En 2022, la base de données WIPO Lex contenait 48 000 documents juridiques nationaux, régionaux et internationaux relatifs à la propriété intellectuelle, accessibles dans les six langues des Nations unies.
La base de données est utilisée comme source d'informations juridiques et de référence dans les universités et les bibliothèques du monde entier,,.

## Collections
La base de données WIPO Lex se compose de trois collections : lois sur la propriété intellectuelle, traités de l'OMPI et autres traités relatifs à la propriété intellectuelle, et jugements en matière de propriété intellectuelle. WIPO Lex gère des collections juridiques de propriété intellectuelle pour environ 200 juridictions. La base de données est organisée et mise à jour par des experts, afin de fournir des informations à jour sur l'évolution des lois et politiques en matière de propriété intellectuelle et leurs interprétations.
La collection de lois WIPO Lex contient des instruments juridiques, notamment des constitutions, les principales lois et réglementations en matière de propriété intellectuelle, les lois relatives à la propriété intellectuelle et la littérature juridique en matière de propriété intellectuelle. Le contenu législatif couvre 20 domaines, y compris les brevets, le droit d'auteur, les marques, les modèles d’utilité, les dessins et modèles industriels, les indications géographiques, les connaissances traditionnelles, la protection des obtentions végétales, les secrets commerciaux et autres.
La collection de traités WIPO Lex comprend à la fois les traités administrés par l'OMPI et les règlements et documents administratifs connexes, ainsi que d'autres traités multilatéraux et régionaux de propriété intellectuelle.
La collection de jugements WIPO Lex (Institut judiciaire de l'OMPI) a été ajoutée en 2020,, et se compose de décisions judiciaires de premier plan en matière de propriété intellectuelle, organisées par juridiction, objet, autorité d'émission et type de procédure.
WIPO Lex prend en charge d'autres bases de données juridiques sur la propriété intellectuelle, notamment UPOV Lex, et des recueils de lois concernant les savoirs traditionnels, les marques et les dessins et modèles industriels.

## Caractéristiques
La base de données WIPO Lex est organisée par profil de membre et peut également être consultée par collection, sujet et requêtes en texte libre. Elle fournit des pages bibliographiques individuelles pour chaque entrée dans la base de données.
Pour la collection des lois, la notice bibliographique affiche des informations telles que les types de dates (adoption et entrée en vigueur, etc.), le type de texte, les matières et les relations entre les législations. Dans certains cas, des notes légales publiées dans les notices bibliographiques sont fournies à titre d'information supplémentaire. D'autres caractéristiques comprennent des versions linguistiques supplémentaires, des liens vers la législation et les traités connexes et des enregistrements remplacés archivés de la loi ou du règlement en question. Dans de nombreux cas, les documents individuels sont mis en signet pour aider les utilisateurs à identifier les dispositions pertinentes dans le texte législati.
Une entrée bibliographique dans la collection des traités fournit des informations sur l'institution hôte/dépositaire, les parties contractantes/signataires, les sujets et les versions linguistiques disponibles du traité. Dans certains cas, le champ des notes bibliographiques fournit des informations supplémentaires, telles que l'identification des dispositions de propriété intellectuelle pertinentes dans le texte.